# Chiến Phố
Chiến Phố là một xã thuộc huyện Hoàng Su Phì, tỉnh Hà Giang, Việt Nam.

## Địa lý
Xã Chiến Phố có vị trí địa lý:
- Phía đông giáp xã Pố Lồ
- Phía tây giáp huyện Xín mần và xã Bản Phùng
- Phía nam giáp các xã Tụ Nhân, Pờ Ly Ngài, Nàng Đôn
- Phía bắc giáp xã Thàng Tín.

Xã Chiến Phố có diện tích 29,88 km², dân số năm 2019 là 3.873 người, mật độ dân số đạt 130 người/km².

## Hành chính
Xã Chiến Phố được chia thành 8 thôn, bản: Đoàn Kết, Chiến Phố Hạ, Chiến Phố Thượng, Mỏ Phìn, Sui Thầu, Sín Chải, Vó Thấu Chải, Nhìu Sang.